# Hirttatjärnen
Hirttatjärnen är en sjö i Övertorneå kommun i Norrbotten och ingår i Torneälvens huvudavrinningsområde. Hirttatjärnen ligger i Torne och Kalix älvsystem Natura 2000-område.